# Tir la Jocurile Olimpice de vară din 2020 - pistol cu aer comprimat 10m (mixt)
Proba de tir pistol cu aer comprimat 10m mixt de la Jocurile Olimpice 2020 a avut loc la 27 iulie 2021 la Asaka Shooting Range.

## Program
Orele sunt ora Japoniei (UTC+9) 
| Data                 | Timp      | Etapă                          |
| -------------------- | --------- | ------------------------------ |
| Marți, 27 iulie 2021 | 9:00 9:45 | Calificări                     |
| Marți, 27 iulie 2021 | 11:00     | Meciul pentru medalia de bronz |
| Marți, 27 iulie 2021 | 11:37     | Finala pentru medalia de aur   |

## Rezultate

### Calificări - etapa 1
| Loc | Sportivi                | Țara                         | Series | Series | Series | Total   | Note  |
| Loc | Sportivi                | Țara                         | 1      | 2      | 3      | Total   | Note  |
| --- | ----------------------- | ---------------------------- | ------ | ------ | ------ | ------- | ----- |
| 1   | Manu Bhaker             | India 1                      | 97     | 94     | 95     | 582-26x | C, RO |
| 1   | Saurabh Chaudhary       | India 1                      | 98     | 100    | 98     | 582-26x | C, RO |
| 2   | Vitalina Batsarashkina  | COR 1                        | 96     | 95     | 98     | 581-19x | C     |
| 2   | Artem Chernousov        | COR 1                        | 98     | 97     | 97     | 581-19x | C     |
| 3   | Jiang Ranxin            | China 1                      | 97     | 97     | 98     | 581-19x | C     |
| 3   | Pang Wei                | China 1                      | 97     | 97     | 95     | 581-19x | C     |
| 4   | Olena Kostevych         | Ucraina                      | 95     | 98     | 99     | 580-20x | C     |
| 4   | Oleh Omelchuk           | Ucraina                      | 96     | 99     | 93     | 580-20x | C     |
| 5   | Zorana Arunović         | Serbia                       | 96     | 96     | 96     | 577-17x | C     |
| 5   | Damir Mikec             | Serbia                       | 97     | 96     | 96     | 577-17x | C     |
| 6   | Dina Aspandiyarova      | Australia                    | 96     | 96     | 93     | 576-17x | C     |
| 6   | Daniel Repacholi        | Australia                    | 98     | 95     | 98     | 576-17x | C     |
| 7   | Wang Qian               | China 2                      | 93     | 96     | 94     | 576-13x | C     |
| 7   | He Zhengyang            | China 2                      | 98     | 98     | 97     | 576-13x | C     |
| 8   | Hanieh Rostamian        | Iran                         | 96     | 97     | 93     | 575-18x | C     |
| 8   | Javad Foroughi          | Iran                         | 95     | 99     | 95     | 575-18x | C     |
| 9   | Choo Ga-eun             | Coreea de Sud 2              | 97     | 94     | 95     | 575-13x |       |
| 9   | Jin Jong-oh             | Coreea de Sud 2              | 97     | 96     | 96     | 575-13x |       |
| 10  | Sandra Uptagrafft       | Statele Unite ale Americii 2 | 99     | 95     | 96     | 573-12x |       |
| 10  | James Hall              | Statele Unite ale Americii 2 | 95     | 93     | 95     | 573-12x |       |
| 11  | Kim Bo-mi               | Coreea de Sud 1              | 94     | 96     | 98     | 573-11x |       |
| 11  | Kim Mo-se               | Coreea de Sud 1              | 94     | 96     | 95     | 573-11x |       |
| 12  | Carina Wimmer           | Germania                     | 94     | 92     | 95     | 571-19x |       |
| 12  | Christian Reitz         | Germania                     | 95     | 99     | 96     | 571-19x |       |
| 13  | Tsolmonbaataryn Anudari | Mongolia                     | 93     | 95     | 90     | 571-15x |       |
| 13  | Enkhtaivany Davaakhüü   | Mongolia                     | 99     | 98     | 96     | 571-15x |       |
| 14  | Laina Pérez             | Cuba                         | 93     | 92     | 95     | 568- 9x |       |
| 14  | Jorge Grau              | Cuba                         | 96     | 94     | 98     | 568- 9x |       |
| 15  | Margarita Chernousova   | COR 2                        | 93     | 94     | 89     | 566-19x |       |
| 15  | Anton Aristarkhov       | COR 2                        | 96     | 95     | 99     | 566-19x |       |
| 16  | Alexis Lagan            | Statele Unite ale Americii 1 | 93     | 91     | 94     | 565-17x |       |
| 16  | Nick Mowrer             | Statele Unite ale Americii 1 | 95     | 95     | 97     | 565-17x |       |
| 17  | Yashaswini Singh Deswal | India 2                      | 95     | 95     | 91     | 564-10x |       |
| 17  | Abhishek Verma          | India 2                      | 92     | 94     | 97     | 564-10x |       |
| 18  | Radwa Abdel Latif       | Egipt                        | 93     | 93     | 96     | 563-11x |       |
| 18  | Samy Abdel Razek        | Egipt                        | 91     | 96     | 94     | 563-11x |       |
| 19  | Olfa Charni             | Tunisia                      | 92     | 93     | 92     | 561-15x |       |
| 19  | Ala Al-Othmani          | Tunisia                      | 98     | 93     | 93     | 561-15x |       |
| 20  | Satoko Yamada           | Japonia                      | 91     | 94     | 92     | 559-11x |       |
| 20  | Kojiro Horimizu         | Japonia                      | 94     | 95     | 93     | 559-11x |       |

### Calificări - etapa a 2-a
| Loc | Sportivi               | Țara      | Series | Series | Series  | Total | Note |
| Loc | Sportivi               | Țara      | 1      | 2      |         | Total | Note |
| --- | ---------------------- | --------- | ------ | ------ | ------- | ----- | ---- |
| 1   | Jiang Ranxin           | China 1   | 97     | 95     | 387-10x | CA    |      |
| 1   | Pang Wei               | China 1   | 97     | 98     | 387-10x | CA    |      |
| 2   | Vitalina Batsarashkina | COR 1     | 97     | 95     | 386-15x | CA    |      |
| 2   | Artem Chernousov       | COR 1     | 96     | 98     | 386-15x | CA    |      |
| 3   | Olena Kostevych        | Ucraina   | 97     | 98     | 386-13x | CB    |      |
| 3   | Oleh Omelchuk          | Ucraina   | 97     | 94     | 386-13x | CB    |      |
| 4   | Zorana Arunović        | Serbia    | 97     | 96     | 384-11x | CB    |      |
| 4   | Damir Mikec            | Serbia    | 95     | 96     | 384-11x | CB    |      |
| 5   | Hanieh Rostamian       | Iran      | 92     | 94     | 382-13x |       |      |
| 5   | Javad Foroughi         | Iran      | 96     | 100    | 382-13x |       |      |
| 6   | Wang Qian              | China 2   | 95     | 95     | 380-12x |       |      |
| 6   | He Zhengyang           | China 2   | 97     | 93     | 380-12x |       |      |
| 7   | Manu Bhaker            | India     | 92     | 94     | 380-11x |       |      |
| 7   | Saurabh Chaudhary      | India     | 96     | 98     | 380-11x |       |      |
| 8   | Dina Aspandiyarova     | Australia | 94     | 95     | 380-11x |       |      |
| 8   | Daniel Repacholi       | Australia | 95     | 96     | 380-11x |       |      |

### Finale
| Loc                            | Sportivi                                | Țară    | Total |
| ------------------------------ | --------------------------------------- | ------- | ----- |
| Meciul pentru medalia de aur   |                                         |         |       |
| 1                              | Jiang Ranxin Pang Wei                   | China 1 | 16    |
| 2                              | Vitalina Batsarashkina Artem Chernousov | COR 1   | 14    |
| Meciul pentru medalia de bronz |                                         |         |       |
| 3                              | Olena Kostevych Oleh Omelchuk           | Ucraina | 16    |
| 4                              | Zorana Arunović Damir Mikec             | Serbia  | 12    |